# Ahrafenivka, Vilneansk
Ahrafenivka (în ucraineană Аграфенівка) este un sat în comuna Novohupalivka din raionul Vilneansk, regiunea Zaporijjea, Ucraina.

## Demografie
Componența lingvistică a localității Ahrafenivka
     Ucraineană (68,42%)
     Rusă (5,26%)
Conform recensământului din 2001, majoritatea populației localității Ahrafenivka era vorbitoare de ucraineană (68,42%), existând în minoritate și vorbitori de armeană (26,32%) și rusă (5,26%).